# دير قرنطل
دير قرنطل (باليونانية: Μοναστήρι του Πειρασμού)‏ (بالإنجليزية: Monastery of the Temptation)‏ هو دير أرثوذكسي يوناني يقع في أريحا، فلسطين، تم بناؤه على سفوح جبل الأربعين على ارتفاع 350 متر فوق مستوى سطح البحر، ويقع على طول جرف يطل على مدينة أريحا ووادي الأردن.

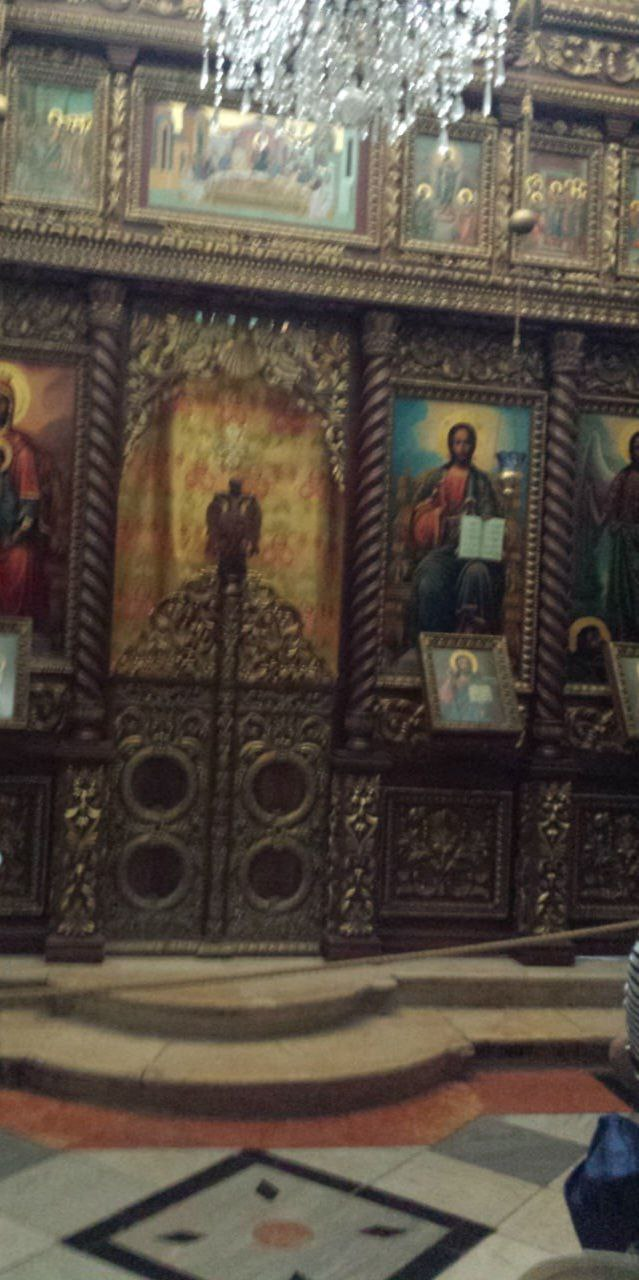
صورة داخل دير القرنطل

يعمل حاليا كمنطقة جذب سياحي وأرضه خاضعة للسلطة الوطنية الفلسطينية بالكامل، على الرغم من أن الدير يمتلك وتديره الكنيسة الأرثوذكسية اليونانية في القدس.

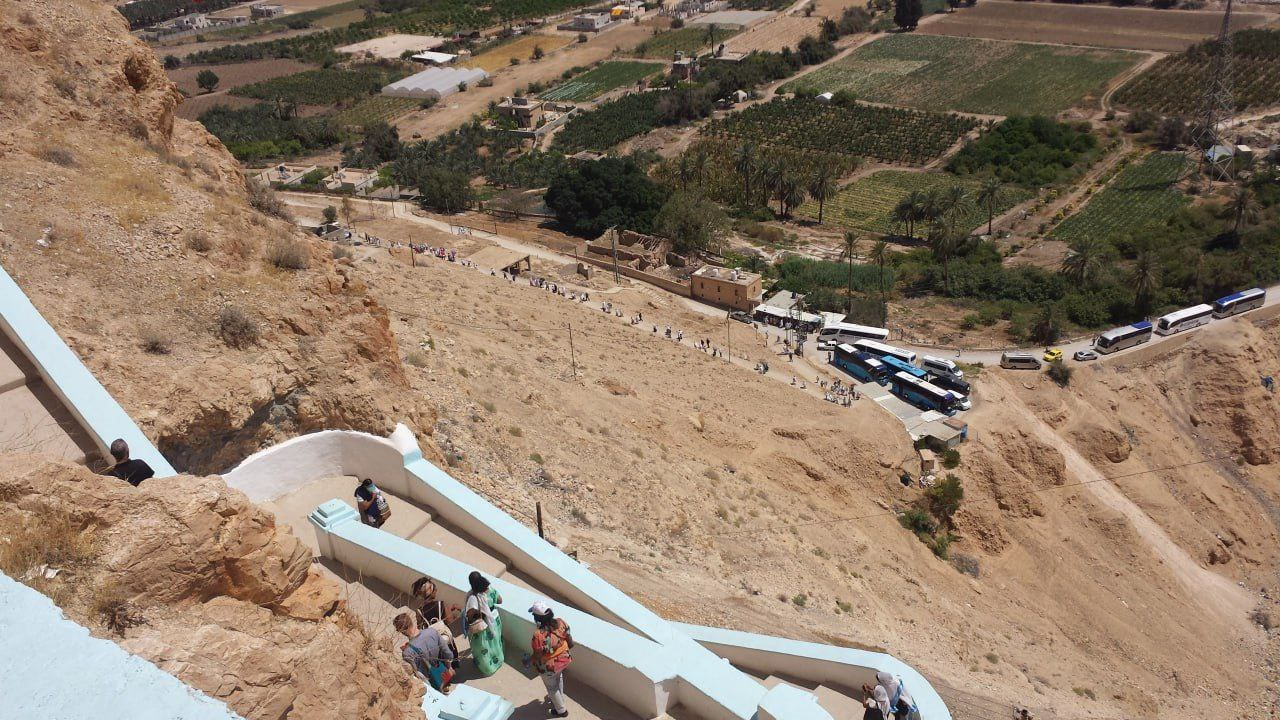
الدرج المؤدي إلى دير القرنطل أعلى الجبل

## التاريخ

### الفترة الهلنستية
القلعة التي بناها السلوقيين تسمى "Doq" كانت مرتكزة عند قمة الجبل، تم الاستيلاء عليها من قبل الحشمونيين، وهنا قتل سيمون مكابايوس على يد صهره بطليموس.

### الفترة البيزنطية
تم بناء أول دير على يد البيزنطيين في القرن السادس الميلادي فوق الكهف الذي قيل تقليديا إنه حيث أمضى يسوع أربعين يومًا وأربعين ليلة في الصيام والتأمل أثناء إغراء الشيطان، على بعد حوالي ثلاثة كيلومترات شمال غرب أريحا، يتلقى الدير اسمه من الجبل الذي أطلق عليه المسيحيون الأوائل اسم "جبل الإربعين"، تعرف أوغوستا هيلينا من القسطنطينية على جبل الإربعين كأحد «الأماكن المقدسة» في حجها عام 326 م.

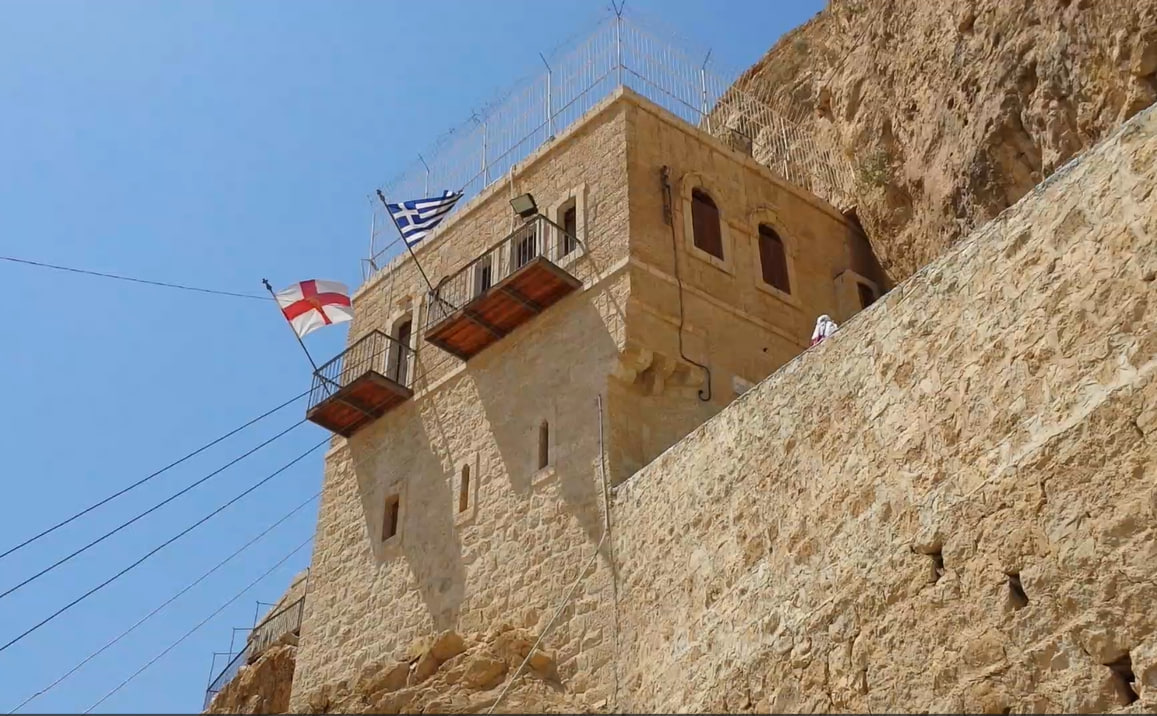
جزء من المظهر الخارجي للدير

### الفترة الإسلامية المبكرة
فلسطين، بما في ذلك أريحا، تم غزوها من قبل العرب في ظل الخلافة الإسلامية لعمر بن الخطاب في 630ق.

### الفترة الصليبية
عندما غزا الصليبيون المنطقة في عام 1099، بنوا كنيستين على الموقع: واحدة في كهف في منتصف الطريق حتى الهاوية والثانية في القمة، لقد أشاروا إلى الموقع باسم «مونس كوارانتانا» (من كلمة كوارانا تعني الأربعين باللغة الإيطالية، وعدد الأيام في حساب الإنجيل عن صيام يسوع).

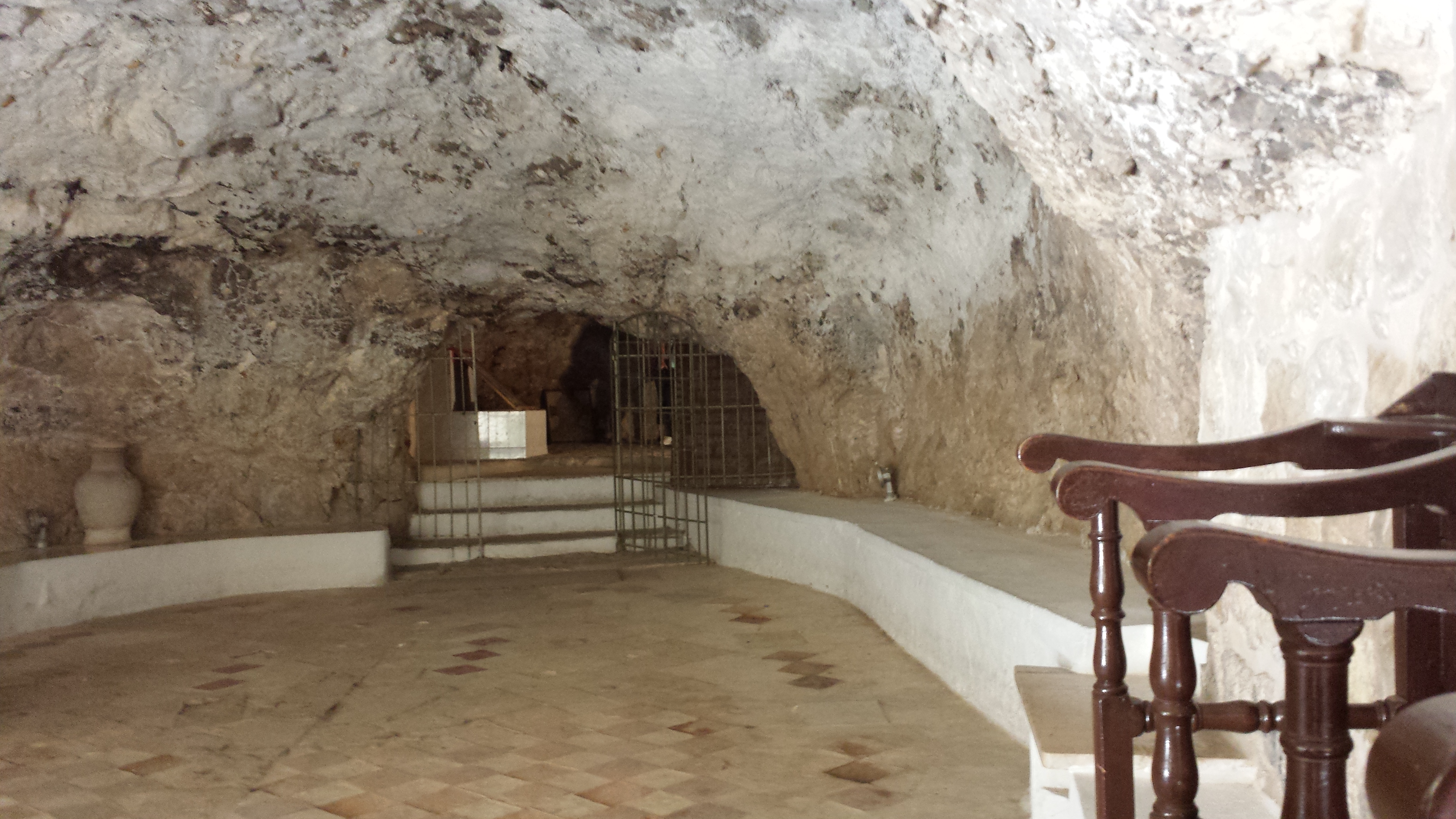
صورة داخل الدير تبين أساسه كان من كهف حجري

### أواخر الفترة العثمانية
اشترت الكنيسة الأرثوذكسية الأرض التي بنيت عليها الدير الحديث في عام 1874، في عام 1895، شُيِّد الدير حول كنيسة كهفية خامّة تُشير إلى الحجر الذي جلس فيه يسوع أثناء صيامه، حاولت الكنيسة الأرثوذكسية، إلى جانب أتباعها الأرثوذكس المشترون الفلسطينيون،[محل شك]في الأصل بناء كنيسة في القمة، لكنها لم تنجح؛ تقع الجدران الغير المكتملة لتلك الكنيسة على منحدر فوق الدير.

### الحكم الذاتي الفلسطيني
اعتبارًا من عام 2002، كان هناك ثلاثة رهبان أرثوذكس يسكنون في الدير وكانوا يرشدون زوار الموقع.

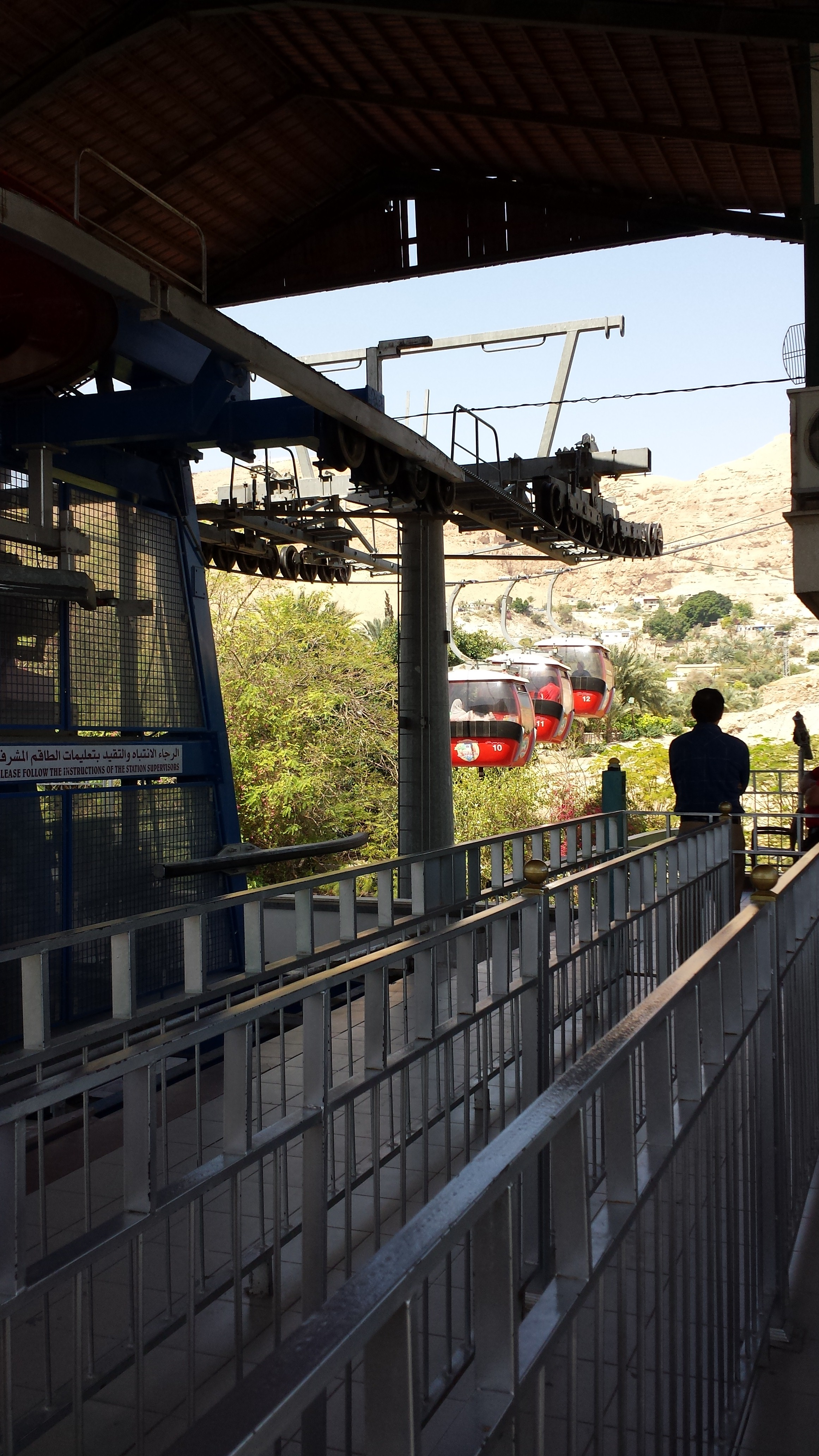
محطة التلفريك الذي يستخدم للصعود إلى دير القرنطل

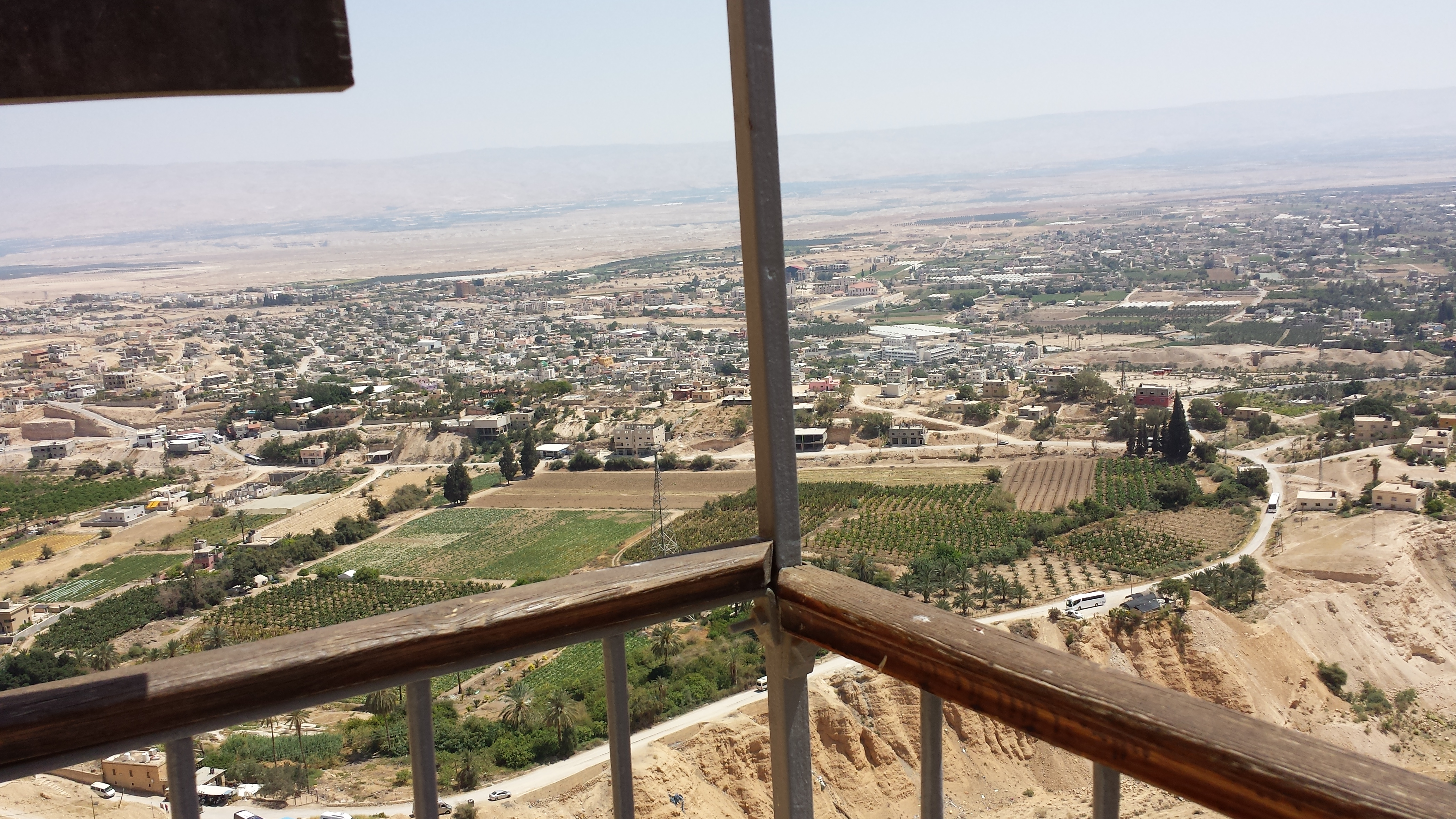
صورة لمدينة أريحا من شرفة دير القرنطل

في عام 1998، تم بناء التلفريك من مدينة أريحا في تل السلطان إلى مستوى الدير من قبل شركة نمساوية سويسرية كمنطقة جذب سياحي لعام 2000، يوجد في الوقت الحاضر مطعم ومقهى ومتجر للهدايا التذكارية عند مدخل الدير للسياح.

## معرض الصور

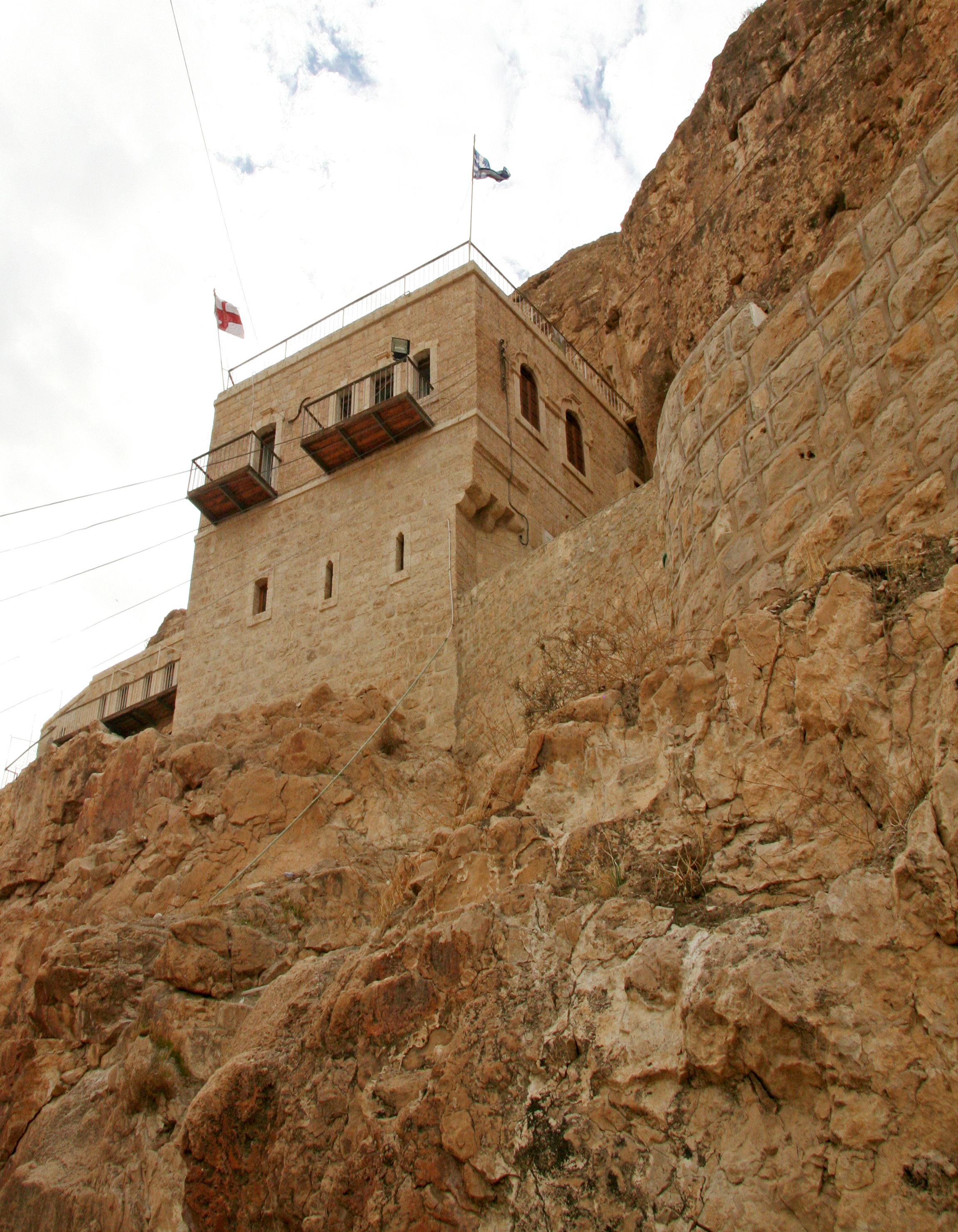
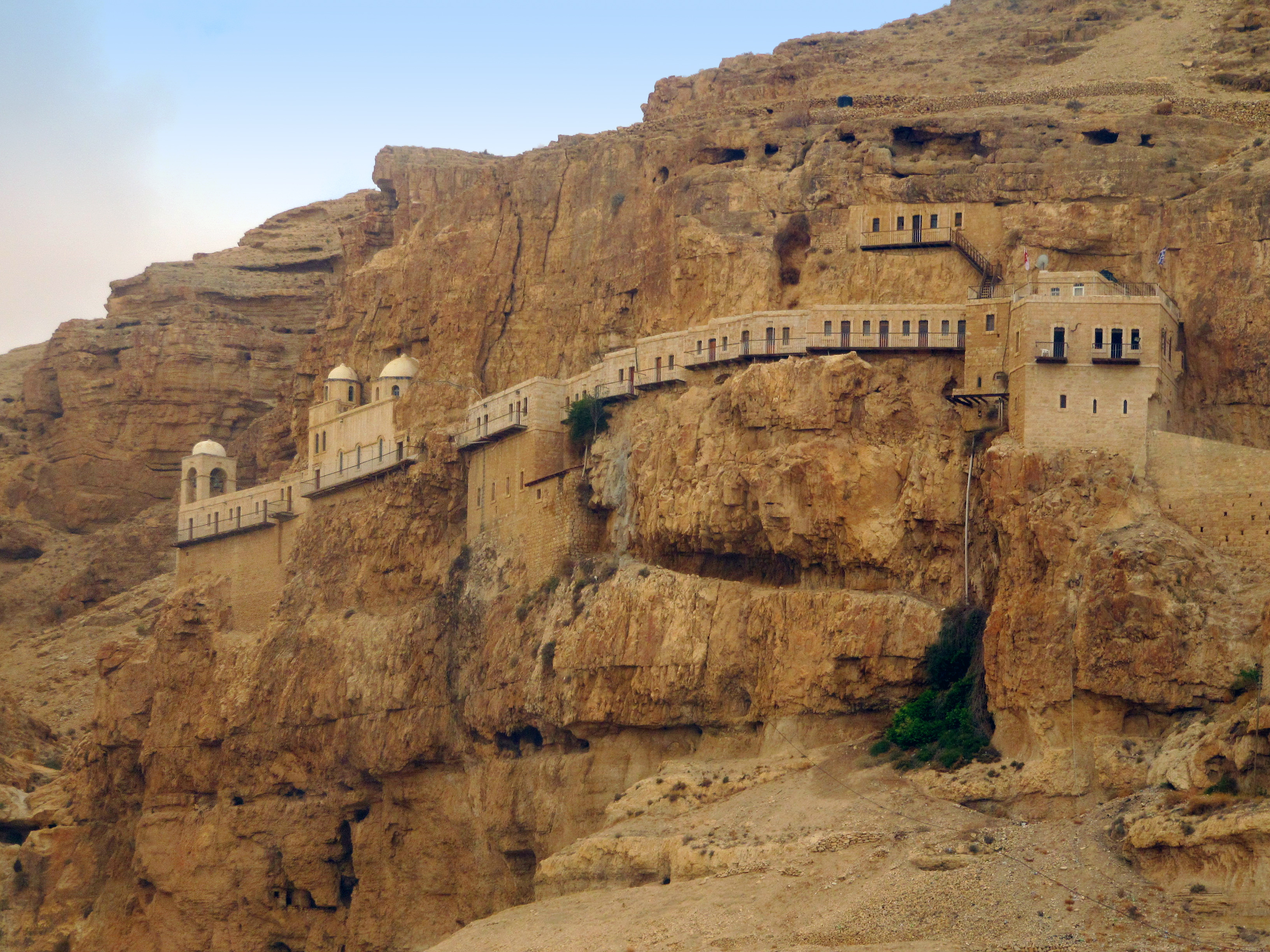
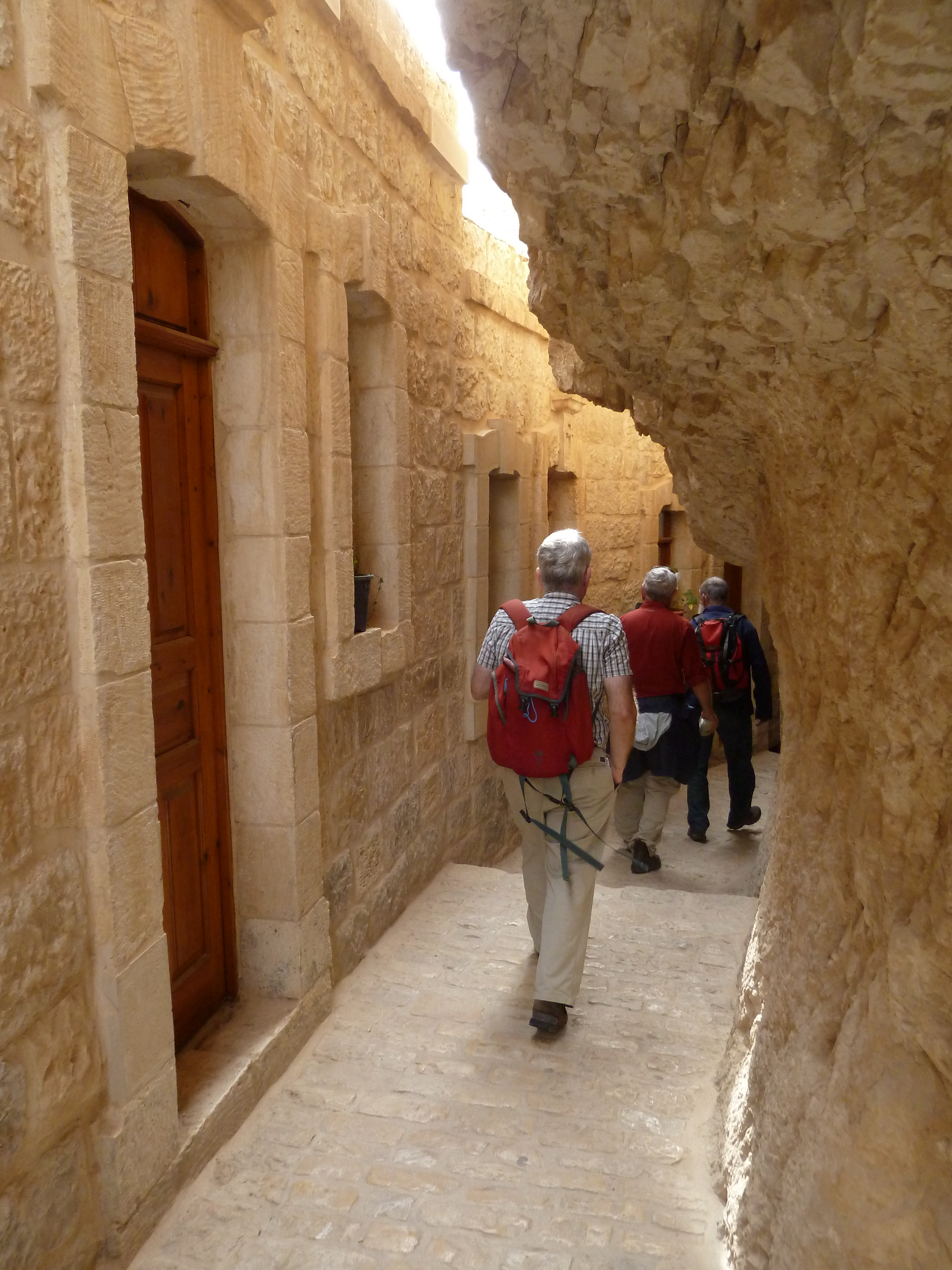
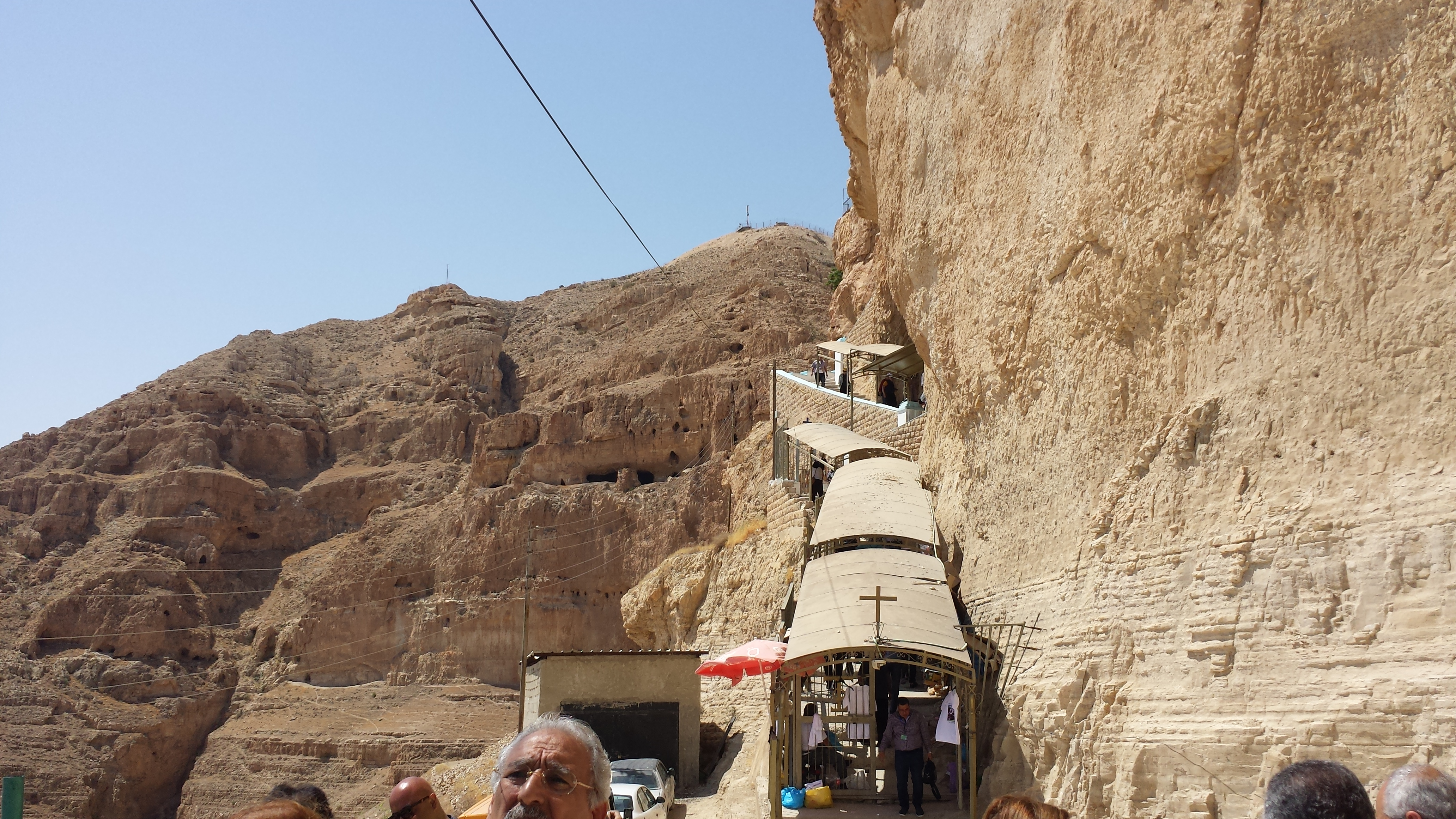
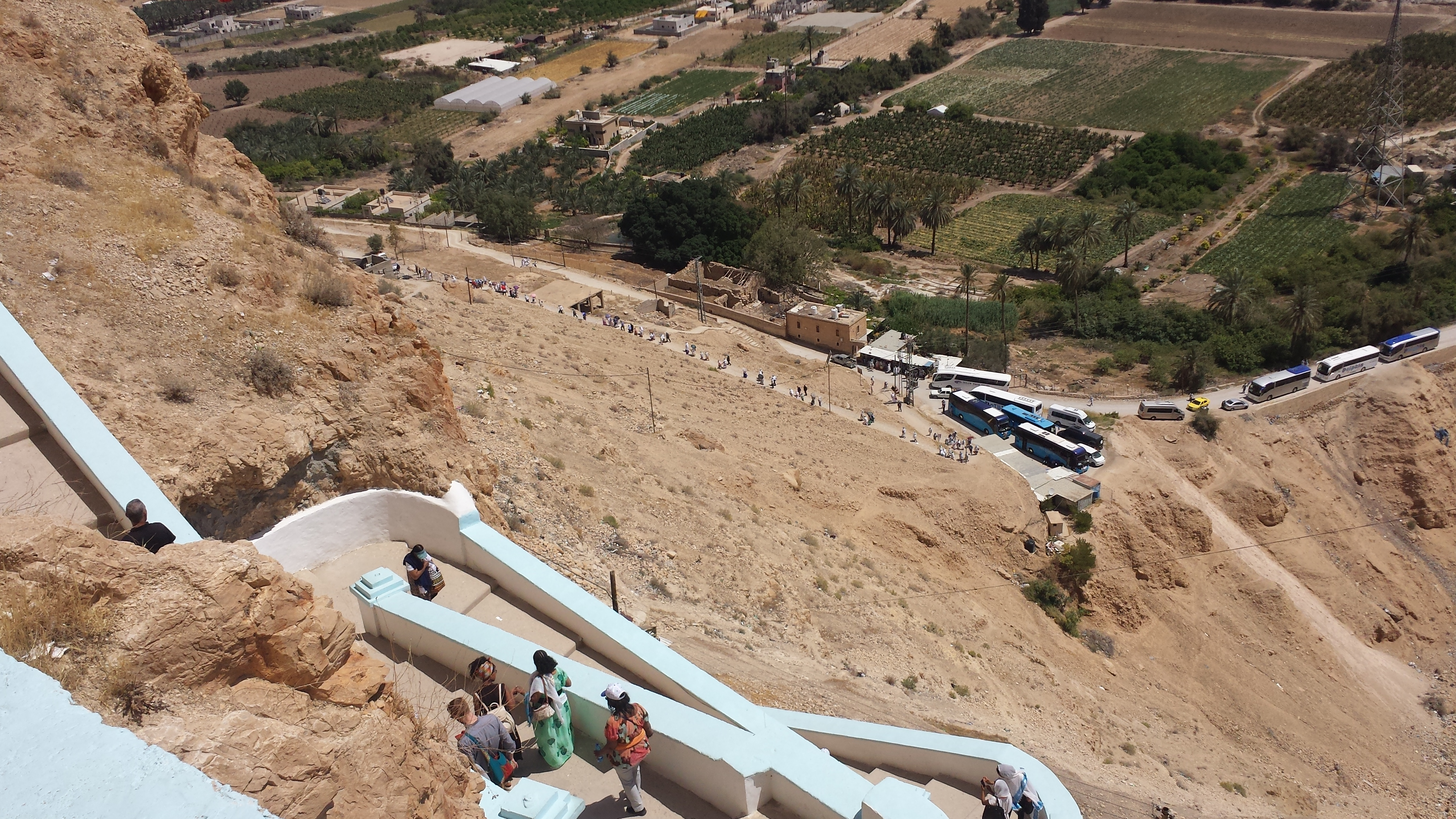
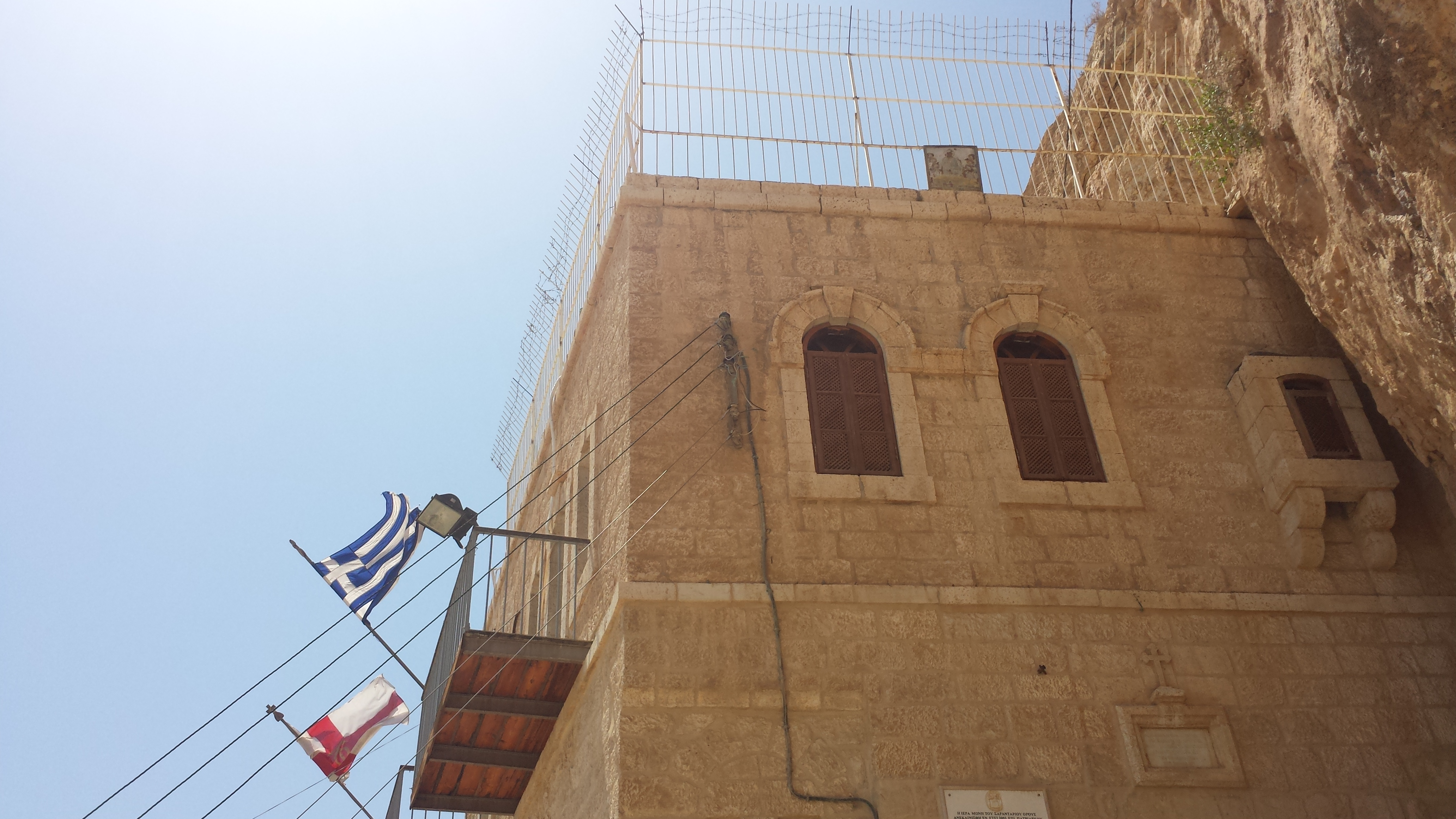
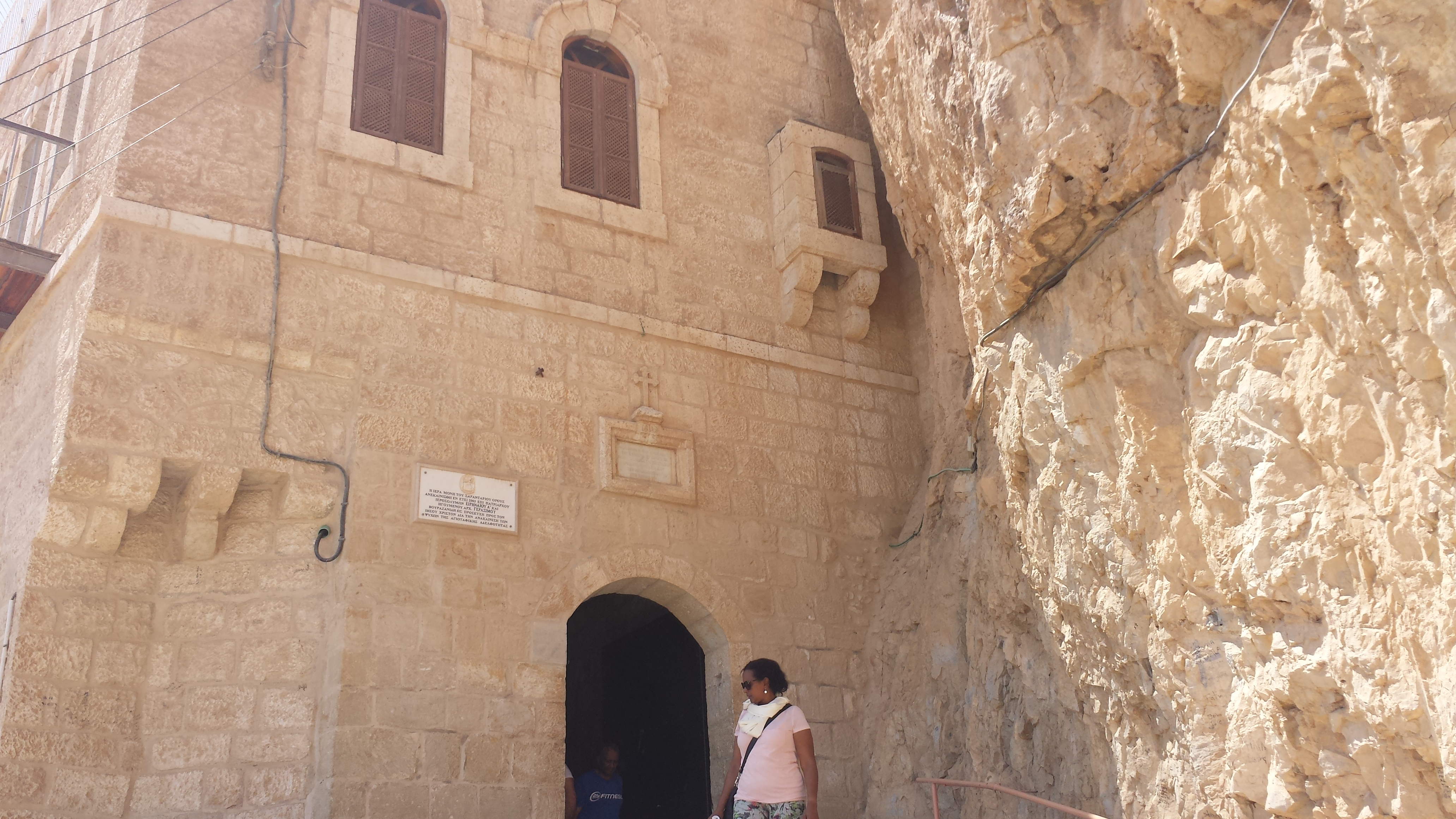
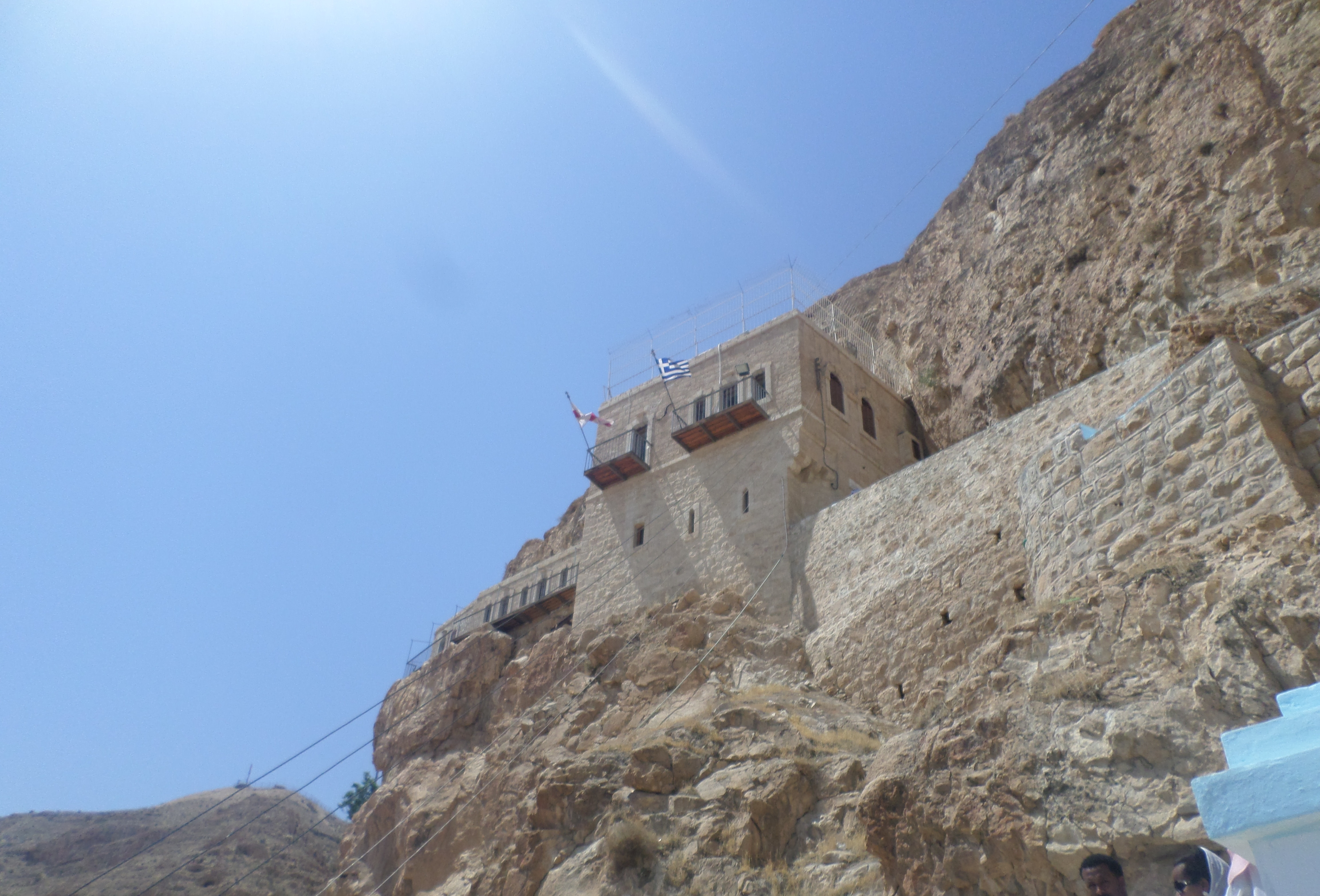
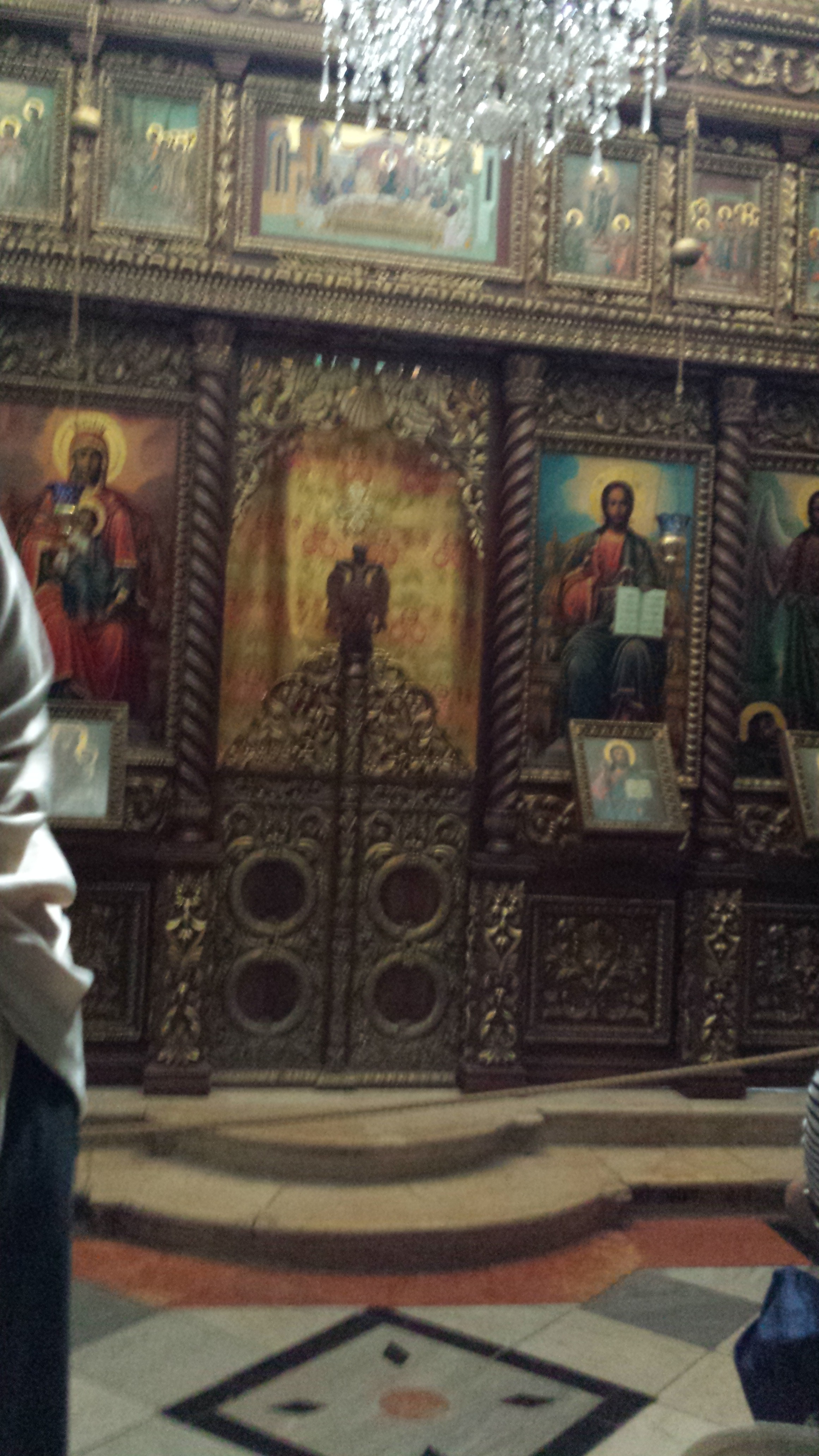
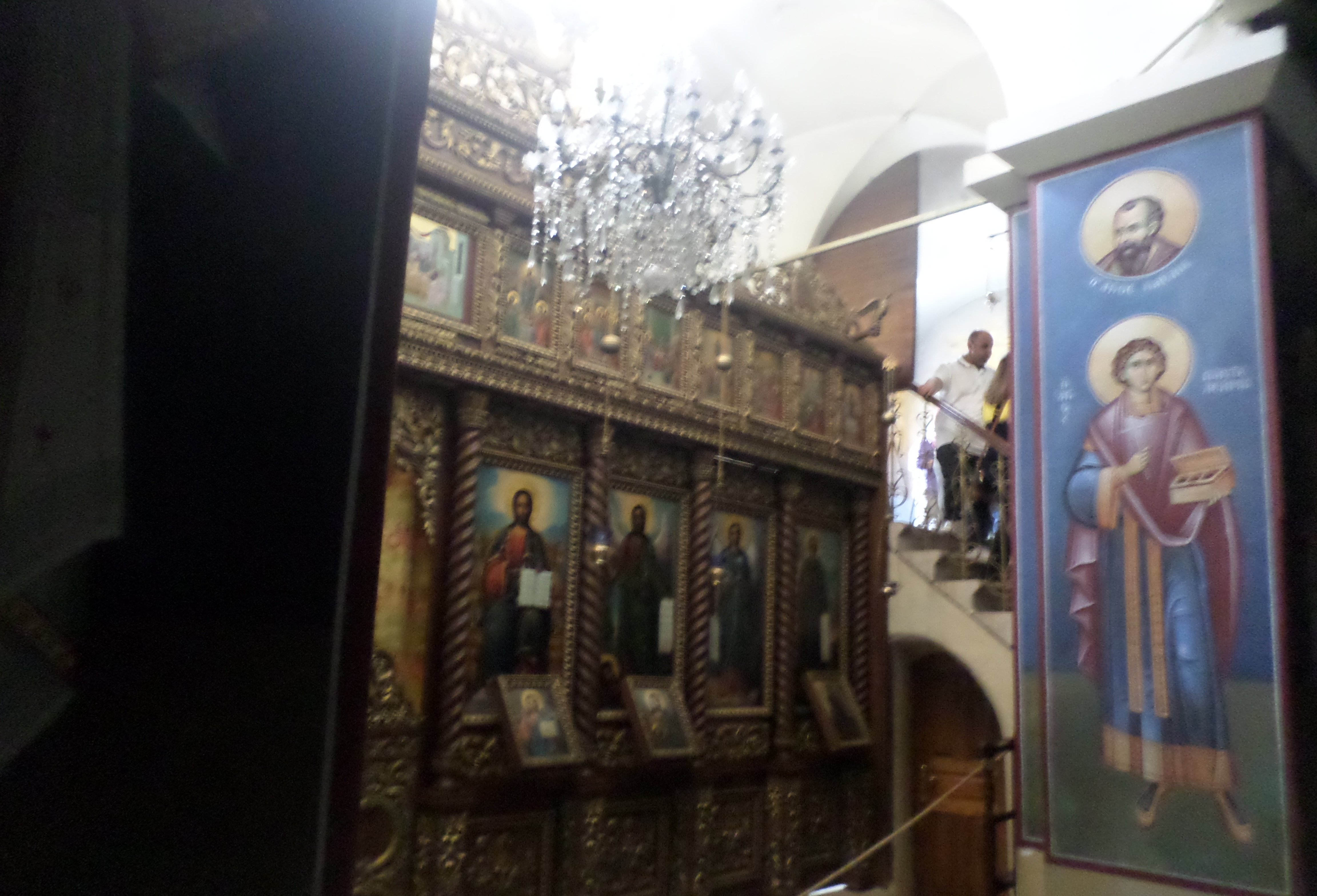
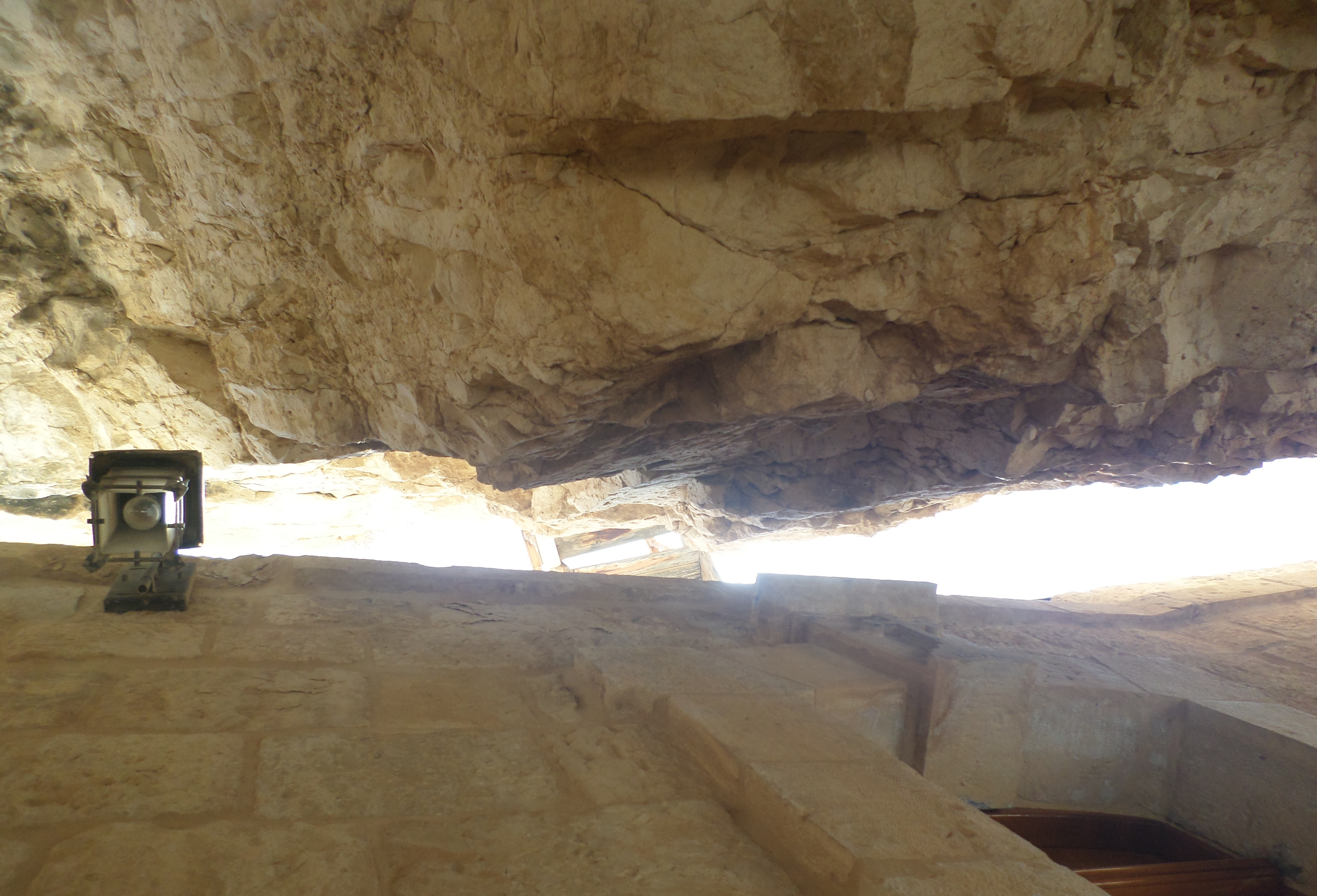
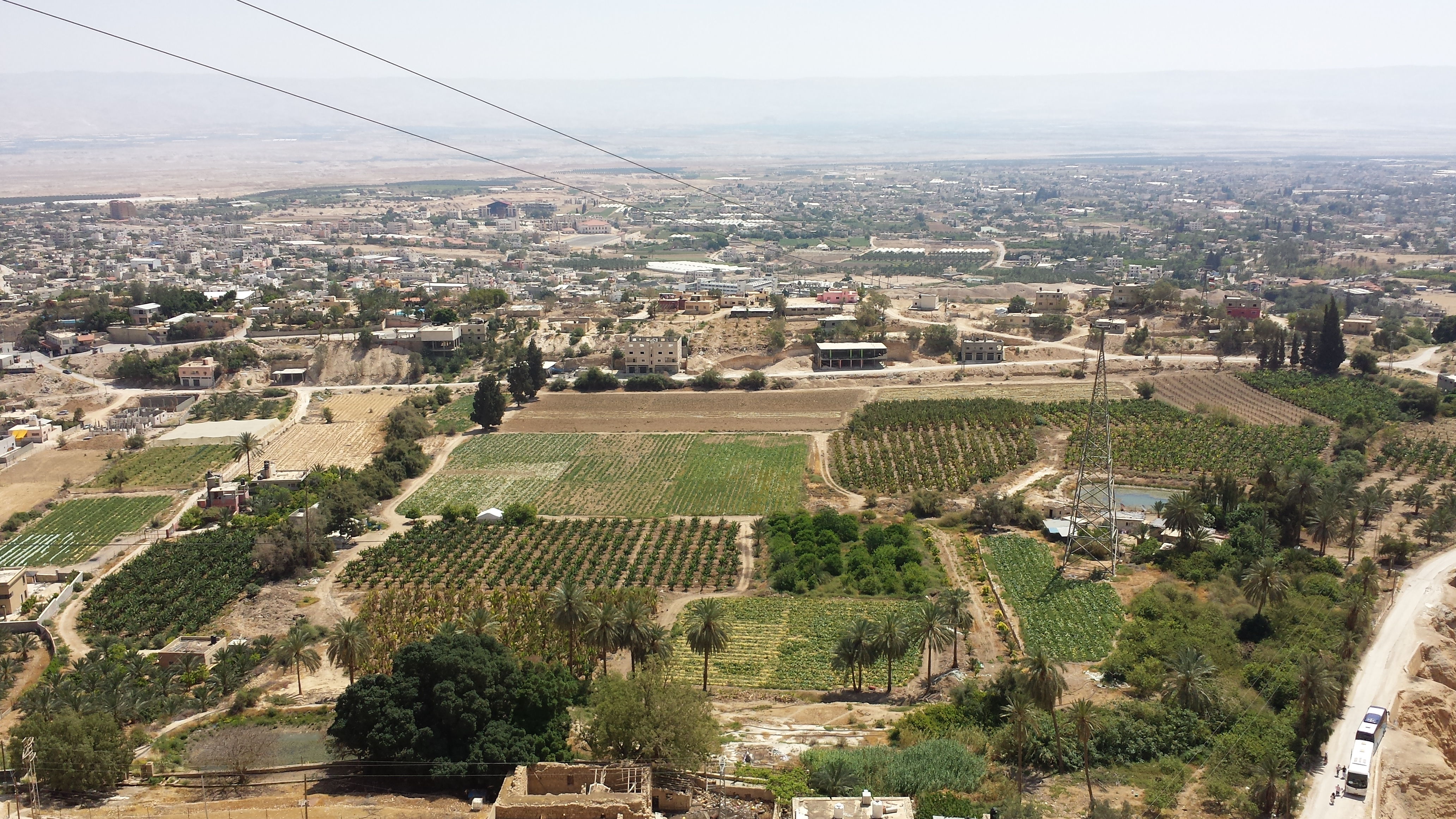
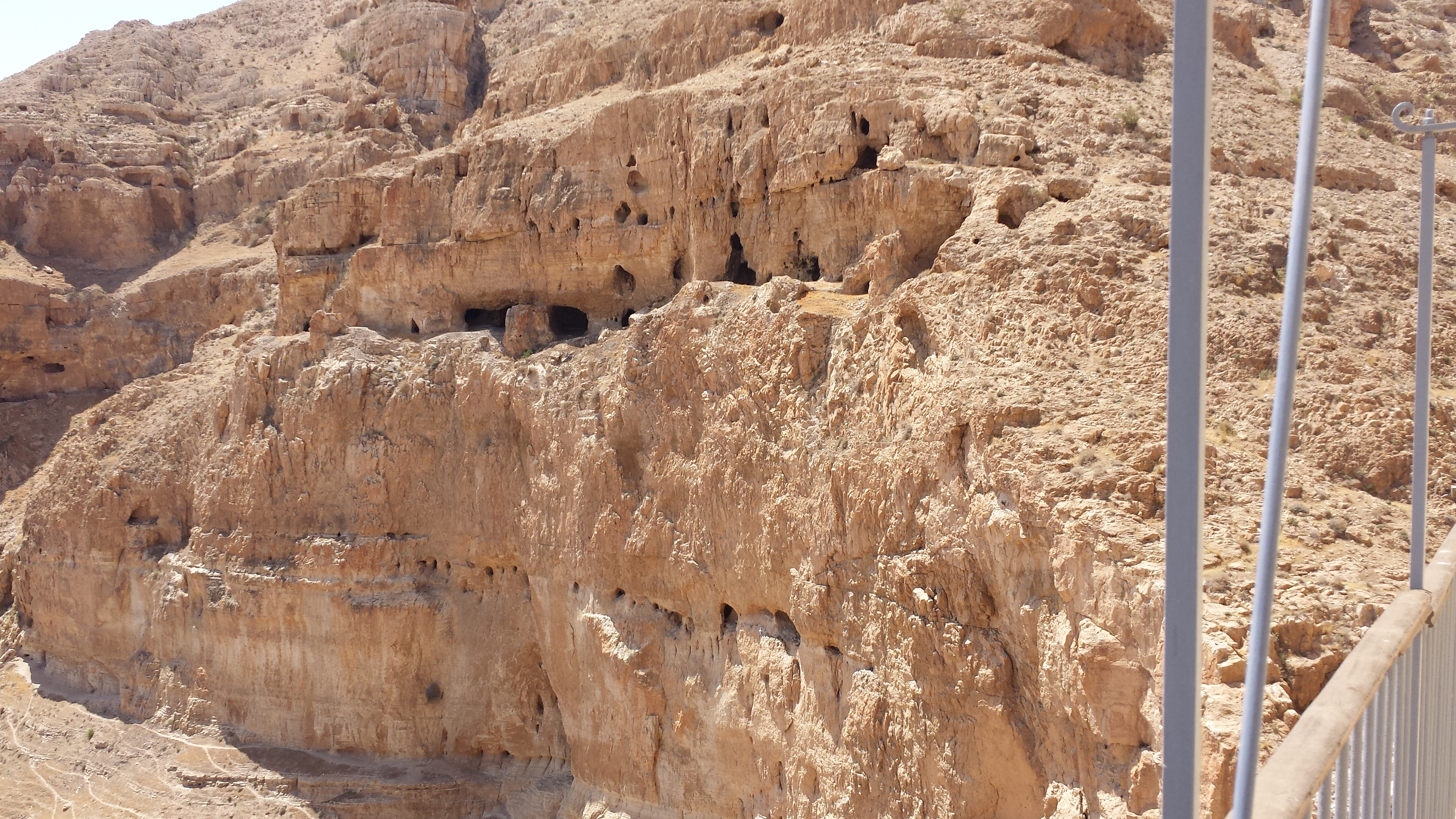
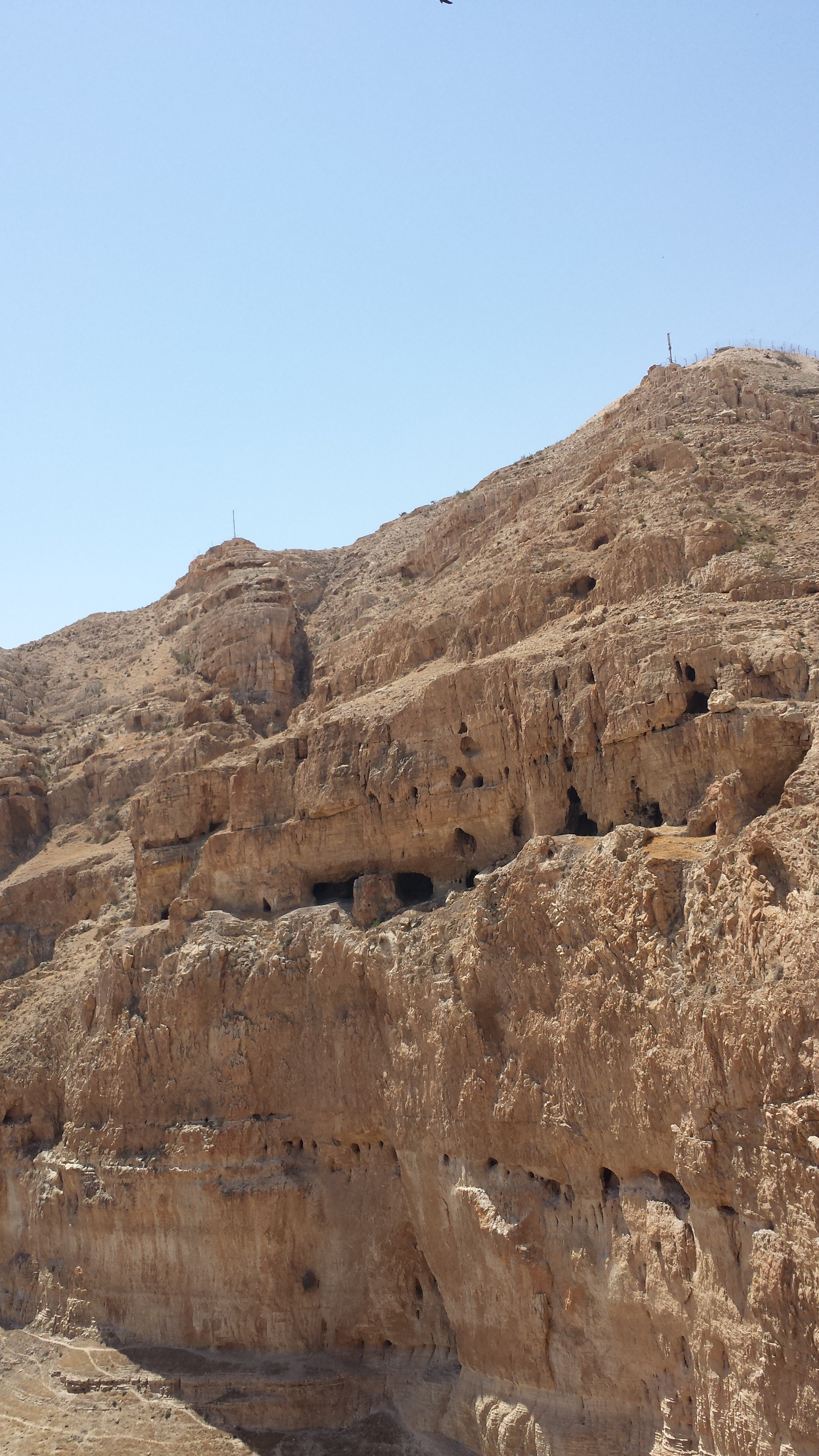